# Громадянська війна в Центральноафриканській Республіці (2004—2007)
Громадянська війна в ЦАР — повстання, спровоковане етнічними групами цієї країни (в основному мусульманами).
Повстанці були незадоволені президентом Франсуа Бозізе, і у 2004 році захопили столицю ЦАРу — Бангі.
Основною рушійною силою повстанців було угрупування UFDR. Керівником повстанців був Мішель Джотодія.

## Хронологія конфлікту

### 2004
На вулиці Бангі вийшли тисячі людей, вимагаючи негайних військових
дій проти UFDR, яка здійснила рейд на Бірао і атакувала Квадду.

### 2007
FDPC підписала мирний договір з ЦАР і увійшла до урядових збройних сил.

### 2008
21 червня 2008 року в Лібревілі між сторонами був укладений мир. 25 серпня 2008 CPJP останньою з угрупувань підписала мирний договір.